# EX Lupi
EX Lupi ist ein veränderlicher Stern im Sternbild Wolf.
Er ist der Prototyp einer Unterklasse der T-Tauri-Sterne, die als EXors oder EX-Lupi-Sterne bezeichnet werden und durch optische Ausbrüche von 1 bis 4 mag gekennzeichnet sind, die jeweils etwa zehn bis einhundert Tage dauern und im Abstand von mehreren Monaten bis Jahren erfolgen. Sie sind meist Zwerge der Spektralklassen K oder M. Wie alle T-Tauri-Sterne ist EX Lupi selbst auch jung, nur einige Millionen Jahre alt.
Eine Besonderheit dieses jungen Sterns ist, dass Péter Ábrahám vom Konkoly-Observatorium in Budapest und seine Kollegen bei ihm beobachten konnten, wie Silikatkristalle entstehen. Dies schlossen sie daraus, dass während eines Strahlungsausbruchs die typischen Linien von Silikatkristallen im Spektrum des Sterns auftauchten. Dies wird als Hinweis auf die Herkunft von Silikatkristallen in Kometen gewertet.